# Coelocyba nigriventris
Coelocyba nigriventris är en stekelart som först beskrevs av Girault 1915.  Coelocyba nigriventris ingår i släktet Coelocyba och familjen puppglanssteklar. Inga underarter finns listade i Catalogue of Life.